# Persécution de Néron

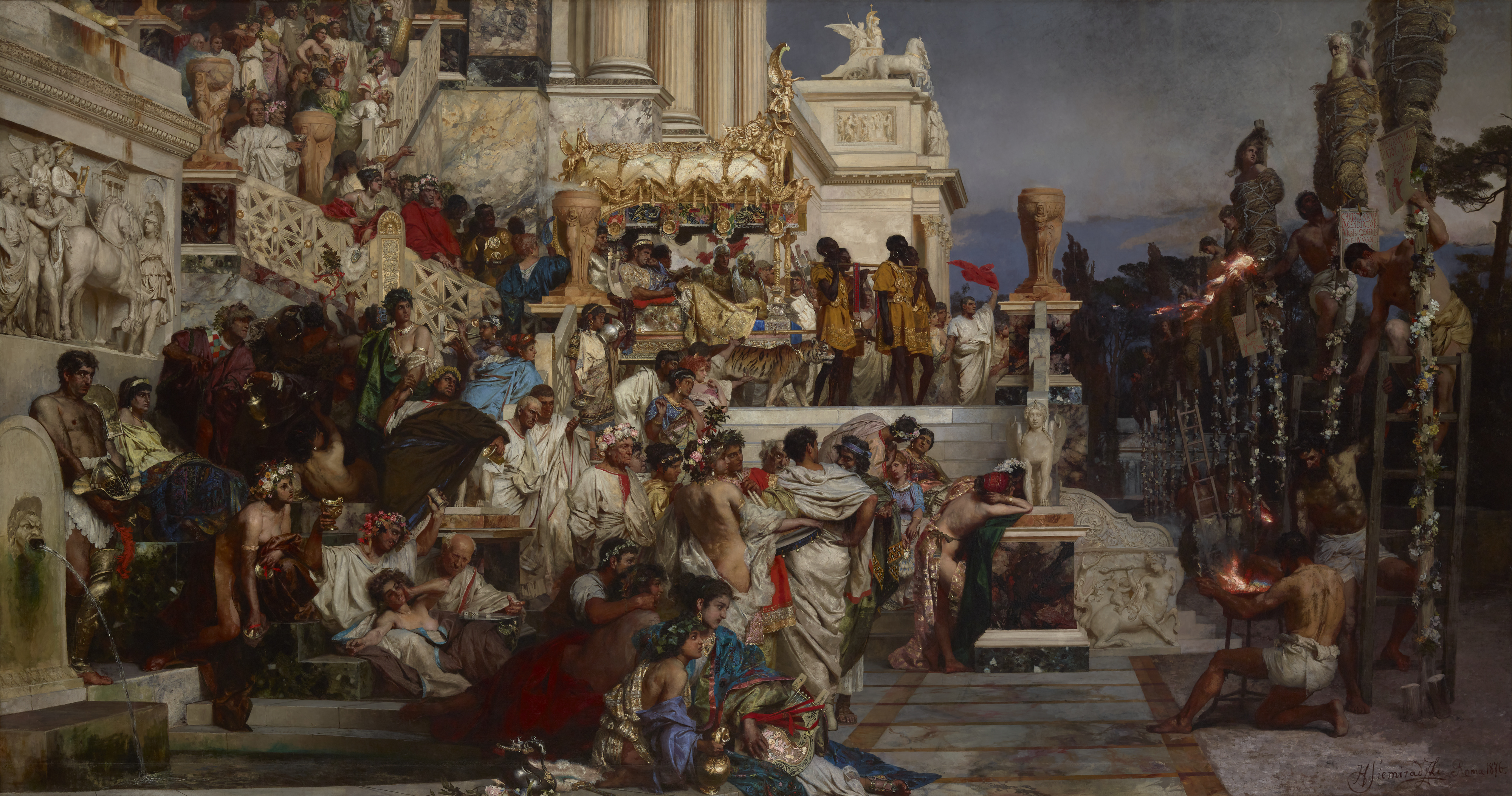
Les Torches de Néron, tableau du peintre polonais Henryk Siemiradzki de 1876, Musée national de Cracovie, médaille d'or à l'exposition universelle de Paris en 1878.

La persécution de Néron, à la suite du grand incendie de Rome en 64, nous est connue par le récit qu'en fait, vers 115, l'historien romain Tacite dans ses Annales. Elle s'inscrit dans le cadre des persécutions des chrétiens sous l'Empire romain.
Ce récit a fortement marqué la tradition chrétienne, qui y associera par la suite la mort des apôtres Pierre et Paul, et a notamment été popularisé à l'époque moderne par le roman Quo vadis ?, qui vaudra en 1905 le prix Nobel de littérature à Henryk Sienkiewicz.

## Persécutions
Le mot (diogmos en grec, persecutio en latin) désigne initialement simplement une poursuite judiciaire. Ce sont les auteurs chrétiens qui, dès le Nouveau Testament, vont lui donner, ainsi qu'au terme « persécuteur », un sens dépréciatif.
Ces persécutions, dans leur diversité, vont jouer un rôle essentiel dans le développement du christianisme et de sa doctrine. L'historiographie chrétienne (et donc la très grande majorité des sources), qui s'est développée en même temps que le culte des martyrs, a présenté ces persécutions comme une « politique d'intolérance religieuse, cohérente et systématique ».
En fait, au cours des Ier et IIe siècles, le christianisme est persécuté de façon sporadique et non systématique dans le temps et l'espace par le pouvoir romain. En dépit de leur dénomination traditionnelle (« persécutions de Domitien, de Trajan, de Marc Aurèle, de Septime Sévère »), après Néron, les empereurs romains n'ont pas été à l'initiative des condamnations et répression au cours des deux premiers siècles, et les motivations religieuses des persécutions se retrouvent souvent au second plan et sont assez imprécises.

## Juifs et chrétiens à Rome
En l'an 19, l'empereur Tibère expulse tous les Juifs de Rome, à la suite des crimes de quatre d'entre eux. En 41 ou 49, l'empereur Claude les expulse à nouveau de Rome, sous le prétexte, selon Suétone, d'agitation « sous l'impulsion d'un certain Chrestus ». On ne sait pas s'il s'agit de troubles provoqués parmi les Juifs romains par la prédication des disciples de Jésus ou d'autres juifs « messianisants » (c'est-à-dire dans l'attente imminente du Messie, Christ en grec).

### Les boucs émissaires: la persécution sous Néron
Vers 115, l'historien romain Tacite raconte dans ses Annales qu'à la suite du grand incendie de Rome en 64, l'empereur Néron soupçonné d'en être à l'origine, en fit accuser les chrétiens qui furent persécutés :

« Mais aucun moyen humain, ni largesses impériales, ni cérémonies expiatoires ne faisaient taire le cri public qui accusait Néron d'avoir ordonné l'incendie. Pour apaiser ces rumeurs, il offrit d'autres coupables, et fit souffrir les tortures les plus raffinées à une classe d'hommes détestés pour leurs abominations et que le vulgaire appelait chrétiens. Ce nom leur vient de Christ, qui, sous Tibère, fut livré au supplice par le procurateur Pontius Pilatus. Réprimée un instant, cette exécrable superstition se débordait de nouveau, non seulement dans la Judée, où elle avait sa source, mais dans Rome même, où tout ce que le monde enferme d'infamies et d'horreurs afflue et trouve des partisans. On saisit d'abord ceux qui avouaient leur secte ; et, sur leurs révélations, une infinité d'autres, qui furent bien moins convaincus d'incendie que de haine pour le genre humain. On fit de leurs supplices un divertissement : les uns, couverts de peaux de bêtes, périssaient dévorés par des chiens ; d'autres mouraient sur des croix, ou bien ils étaient enduits de matières inflammables, et, quand le jour cessait de luire, on les brûlait en place de flambeaux. Néron prêtait ses jardins pour ce spectacle, et donnait en même temps des jeux au Cirque, où tantôt il se mêlait au peuple en habit de cocher, et tantôt conduisait un char. Aussi, quoique ces hommes fussent coupables et eussent mérité les dernières rigueurs, les cœurs s'ouvraient à la compassion, en pensant que ce n'était pas au bien public, mais à la cruauté d'un seul, qu'ils étaient immolés »

— Tacite, Annales XV, 44 (trad. Jean-Louis Burnouf - 1859) 
Suétone (vers 121) mentionne cette persécution au milieu d’une liste de mesures prises par Néron : « on livra aux supplices les chrétiens, sorte de gens adonnés à une superstition nouvelle et dangereuse ». On trouve peut-être une allusion à ces persécutions, sans date précise et sans lien avec l'incendie, dans la Première épître de Clément (95-97) de Clément de Rome.
L'authenticité des passages de Tacite et de Suétone a parfois été contestée, notamment par Polydore Hochart en 1884 et par le mythiste Prosper Alfaric[réf. souhaitée]. Polydore Hochart a par la suite soutenu que l'intégralité des Annales et des Histoires de Tacite seraient des faux écrits au XVe siècle par l'humaniste italien Poggio Bracciolini dit Le Pogge, notamment parce qu'ils constituent l'un des tout premiers témoignages non chrétiens sur Jésus. Il est aujourd'hui admis par les historiens que ces passages, très défavorables aux chrétiens, ne constituent pas des interpolations,.
Tacite rapporte qu'« on commença donc par poursuivre ceux qui avouaient, puis, sur leur dénonciation, une multitude immense [multitudo ingens], et ils furent reconnus coupables, moins du crime d'incendie qu'en raison de leur haine du genre humain ». Il est difficile d'évaluer le nombre des victimes. L'apologétique chrétienne amplifiera les chiffres (un texte chrétien du Ve siècle parle de « neuf cent soixante dix-sept saints »), et certains historiens l'estiment à moins de 300 morts.
Les incendies graves étaient fréquents dans les villes, et tout aussi fréquemment imputés à des minorités : cela avait été le cas à Rome pour les Campaniens en 211 av. J.-C. et des affranchis en 31 av. J-C., et le fut à Césarée en 70 pour les juifs. Diverses hypothèses ont été avancées pour expliquer pourquoi en 64, les Romains s'en prirent « spécifiquement aux chrétiens, à une toute petite minorité mal distinguée des juifs » (Le reproche que leur fait Tacite de « haine du genre humain » est aussi celui très général qu'il fait aux juifs). L'hypothèse généralement retenue est que du fait de leurs pratiques rituelles, et de la mauvaise compréhension de leur langage, les chrétiens étaient considérés comme une secte secrète et criminelle, rappelant peut-être le Scandale des Bacchanales en 186 av. J.-C.. Une hypothèse plus récente est que les chrétiens de l'époque, très marqués par l'eschatologie, aient vu et salué l'incendie comme l'annonce du jugement dernier et de la fin des temps, qu'ils voyaient comme un embrasement général : leurs manifestations et leur prosélytisme leur auraient attiré l'hostilité de la population romaine.
Dans la tradition chrétienne, la mort des apôtres Pierre et Paul a été rattachée à cette persécution et aurait donc eu lieu en 64 ou peu après. Toutefois, selon Marie-Françoise Baslez, il n'existe aucune source qui établisse un lien entre la répression de 64, faisant suite au grand incendie de Rome, et la condamnation de Paul. Au contraire, la lettre de Clément de Rome (5,7 et 6,1) « distingue clairement le martyre de l'apôtre et la persécution de 64 ». Eusèbe de Césarée dit que sous Néron « Paul fut décapité et Pierre crucifié à Rome », « la tête en bas, après avoir lui-même demandé de souffrir ainsi ». Il n'aurait jamais entendu parler d'une persécution généralisée.[réf. nécessaire]
Un grand nombre d'historiens modernes comme Marie Françoise Baslez ou Simon Claude Mimouni prennent en compte les nombreuses sources écrites qui évoquent la mission de Paul à Éphèse vers 65 et une deuxième arrestation le conduisant à nouveau à Rome,, ainsi que les plus anciennes indications chronologiques au sujet de sa mort (IVe siècle) qui font référence aux années 67-68.
Ce rôle de bouc émissaire se retrouve dans l'exécution d'Ignace d'Antioche sous Trajan et les émeutes communautaires qui s'ensuivirent à Antioche, après le tremblement de terre de 115, et celles d'Asie Mineure sous Marc Aurèle, après celui de 178.

### L'interdit contre les chrétiens
Un échange de Lettres entre Pline le Jeune, alors gouverneur de Bithynie, et l'empereur Trajan, montre que dès 112 il existe une interdiction légale d'être chrétien. L'existence et la nature de cette interdiction a été l'objet de nombreuses discussions historiques. Selon Tertullien, écrivant à la fin du IIe siècle, Néron aurait alors institué une loi générale d'interdiction des chrétiens, l'Institutum neronianum. On ne trouve cependant pas trace de cette interdiction et les magistrats romains ne semblent pas la connaître ; par ailleurs, l'interdiction des associations relevaient à l'époque des prérogatives du Sénat et non de l'empereur, qui avait par contre la charge de la lutte contre les incendiaires. D'après une hypothèse récente, cet édit d'interdiction aurait été émis par le Sénat, et serait passé progressivement dans les provinces sénatoriales puis impériales, sans que les attendus en aient été précisés, ce qui expliquerait la perplexité des juges.
Une autre thèse voit le lien avec les superstitio non civiques[réf. souhaitée].

### Ouvrages
- Laurie Lefebvre, Le Mythe Néron : La fabrique d'un monstre dans la littérature antique (Ier – IVe siècle), Presses Universitaires du Septentrion, 2017 (ISBN 978-2-7574-1753-9).
- Marie-Françoise Baslez, Les persécutions dans l'Antiquité : Victimes, héros, martyrs, Fayard, 2007 (présentation en ligne).
- (en) Geoffrey de Ste. Croix, Christian Persecution, Martyrdom, and Orthodoxy, Oxford University Press, 2006 (ISBN 978-0-19-927812-1).
- Pierre Maraval, Les persécutions durant les quatre premiers siècles du christianisme, Desclée, coll. « Bibliothèque d'Histoire du Christianisme », 1992.
- (en) W. H. C. Frend, Martyrdom and Persecution in the Early Church : A Study of Conflict from the Maccabees to Donatus, Wipf and Stock Publishers, 2014 (1re éd. 1965) (ISBN 978-1-7252-5552-4).

### Articles
- Christian Stein, chap. 11 « Le premier christianisme et Rome », dans Michel Humm et Christian Stein (dirs.), Religions et pouvoir dans le monde romain 218 av. J.-C.- 250 ap. J.-C., Paris, Armand Colin, 2021 (ISBN 978-2-2006-2986-1), p. 225-246.
- Anne-Valérie Pont, « Juifs et chrétiens dans les collectivités de droit romain : Dynamiques juridiques des origines à 235 », dans Religion et pouvoir dans le monde romain – L’autel et la toge : De la deuxième guerre punique à la fin des Sévères, Presses universitaires de Rennes, coll. « Histoire », 2020 (ISBN 979-10-413-0172-0), p. 367-396.
- (en) Christopher P. Jones, « The Historicity of the Neronian Persecution : A Response to Brent Shaw », New Testament Studies, vol. 63, no 1,‎ janvier 2017, p. 146–152 (ISSN 0028-6885).
- (en) Birgit van der Lans et Jan N. Bremmer, « Tacitus and the Persecution of the Christians : An Invention of Tradition ? », Eirene, no 53,‎ 2017, p. 299-331.
- (en) Brent D. Shaw, « The Myth of the Neronian Persecution », The Journal of Roman Studies, no 105,‎ 2015, p. 73-100, (lire en ligne).
- Christian Stein, « La construction de la tradition chrétienne : l'exemple de la persécution de Néron », dans Nathalie Lhostis, Romain Loriol et Clément Sarrazanas (éds.), Discours antiques sur la tradition : Formes et fonctions de l’ancien chez les Anciens, Lyon, CEROR (no 48), 2015 (ISBN 978-2-36442-056-4), p. 101-118.
- Jean-Marie Pailler, « Néron, l’incendie de Rome et les chrétiens », Pallas. Revue d'études antiques, no 88,‎ mai 2012, p. 175–196 (ISSN 0031-0387, lire en ligne).
- Jean-Marie Pailler, « Néron, l’incendie de Rome et les chrétiens - Un prodige méconnu », Pallas, no 88,‎ 2002, p. 175-196, (lire en ligne).
- Paul Keresztes, « Nero, the Christians and the Jews in Tacitus and Clement of Rome », Latomus, no 43,‎ 1984, p. 404-413, (lire en ligne).